# Helina jianchangensis
Helina jianchangensis är en tvåvingeart som beskrevs av Ma 1981. Helina jianchangensis ingår i släktet Helina och familjen husflugor. Inga underarter finns listade i Catalogue of Life.